# Societatea Cincinnati
Societatea Cincinnati  a fost  o organizație militară și patriotică, fondată la 13 mai 1783 de ofițeri care au servit în Revoluția americană. Grupul își propunea să promoveze unitatea, prieteniile legate în război și să sprijine pe membrii care aveau nevoie de ajutor. Calitatea de membru era acordată tuturor ofițerilor și primului descendent al acestora pe linie bărbătească. 
George Washington a fost primul președinte al societății. Grupul și-a luat denumirea de la soldatul roman Cincinnatus.
Orașul Cincinnati din statul Ohio, a primit acest nume în onoarea societății, în 1790. 
Conceptul Societății Cincinnati a fost cel al generalului-maior Henry Knox. Prima întâlnire a Societății a avut loc în mai 1783, la o cină la Verplanck House (actualul Muntele Gulian), Fishkill, New York, înainte de evacuarea britanică din New York. Ședința a fost prezidată de generalul-maior Friedrich Wilhelm von Steuben, locotenent-colonelul Alexander Hamilton a fost oratorul. Participanții au fost de acord să rămână în legătură între ei după război. Muntele Gulian, sediul central al lui von Steuben, este considerat locul de naștere al Societății din Cincinnati, unde Instituția a fost adoptată oficial la 13 mai 1783.